# Тхойбі
Мойранг Тхойбі або Еванглон Тойбі — головна героїня історії Хамба Тхойбі зі стародавніх легенд Мойранга Канглейрола, принцеса зі Стародавнього королівства Мойранг. Вона донька молодшого брата короля Чінгкху Ахуби та племінниці брата короля Чингху Телхейби з Мойранга. Хуман Хамба, бідний принц-сирота, любив Тойбі.
Слово «Тойбі» означає досконалість або велич краси та досягнень.

## Раннє життя

### Зустріч з Хамну

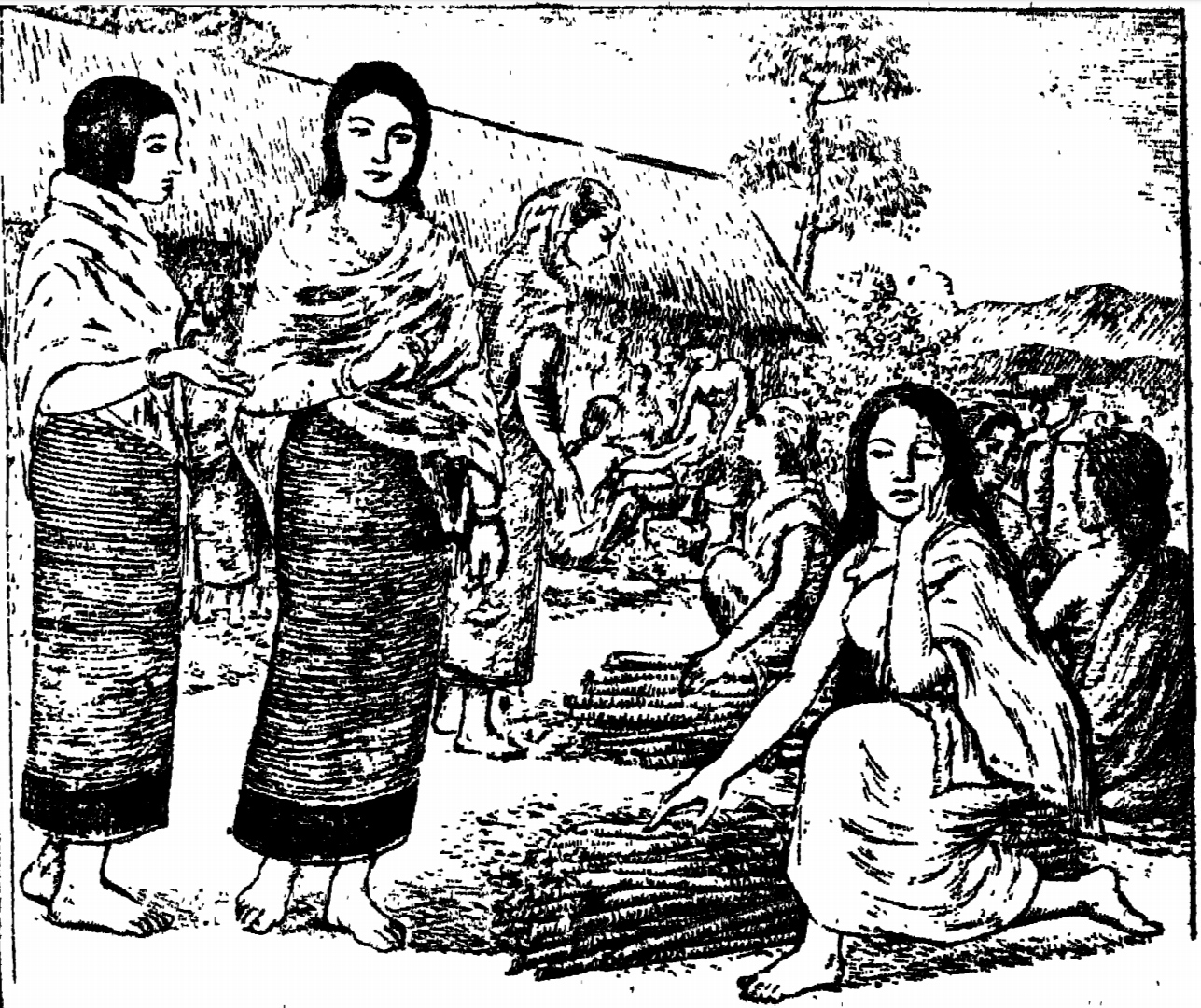
Принцеса Тойбі зустрічає Хамну на ринку.

Одного разу принцеса Тойбі відвідала ринок Мойранг та побачила дівчину Хамну, яка продавала дрова. Вона довго розмовляла з Хамну та навіть подарувала їй їжу та прикраси. Тойбі та Хамну стали гарними товаришками. Наступного разу, коли Тойбі пішла на ринок, вона знову зустріла Хамну. Тойбі попросила Хамну приїхати з нею порибалити на озеро Локтак. Король дізнавшись, що принцеса з друзями збирається ловити рибу на озері, наказав усім чоловікам у королівстві триматися подалі від озера. Хамну розповіла своєму братові Хамбі про цей королівський наказ. Наступного дня вона залишила його вдома, бо він спав.

### Зустріч з Хамбою

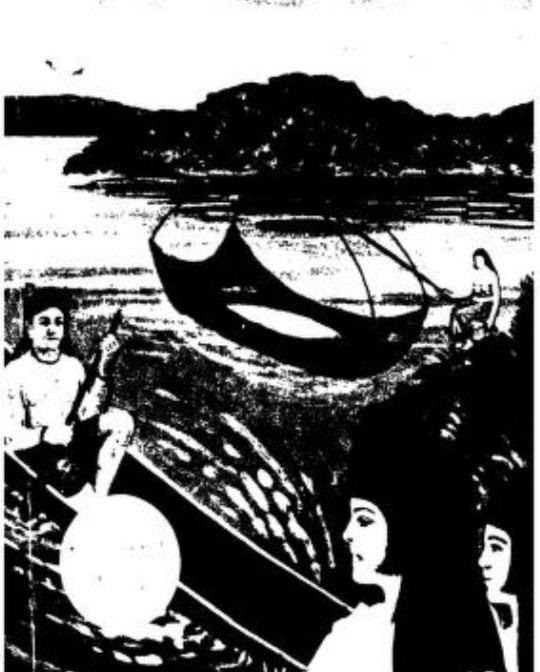
Тойбі побачив, як Хамба пливе на човні в озері Локтак.

Уві сні Хамби богиня Аянглейма (або Пантхойбі, або Койрен Лейма) зробила себе схожою на Хамну і попросила його принести овочі. Хамба прокинувся і задумався про свій сон. Бог Танцзін відповів, що він справді той бачив свою сестру Хамну. Щоб знайти сестра Хамба поплив на човні озером Локтак, але - у неправильному напрямку. Бог Танцзін розвіяв хмари над пагорбами, і почався шторм. Це направило човен до Тхойбі та її друзів під час їхньої риболовлі. Тойбі побачила, що Хамба стоїть поруч із нею. Вона запитала Хамну, чи знає вона того дивного чоловіка, який не підкорився королівському наказу. Хамну сказав, що ні. Хамба, почувши голос сестри, підійшов ближче. Тхойбі побачила, що Хамба гарний, мужній, мускулистий і досить модний молодий чоловік. Хамба також був вражений красою і гламуром Тойбі. Божа воля була, щоб вони закохалися один в одного. Хамну хвилювалася, що її брата можуть покарати за непослух. Тхойбі помітив шматок тканини, який був на головному уборі Хамби. Вона також виявила, що Хамба носить браслет, який вона подарувала Хамну. Пізніше Хамну відкрив правду. Потім Тхойбі стала привітною до Хамби. Вона дала йому смачну їжу та наказала повертатися додому, поки король не почув, що він порушив його правило, і прийшов до озера.

## Присяга її коханому
Принцеса Тхойбі зайшла до будинку Хамну та сіла на червоній тканині біля стовпа північної сторони (укоклел). Стіни старого будинку були повні дір. Тому Хамба сховався в килимку. Тойбі запитала Хамну про килимок. Та відповіла, що це було місце поклоніння Богу Хуман Покпі. Тож Тойбі спитала, чи може вона помолитися Богу, щоб отримати благословення. Тойбі дуже добре знала правду, але вдавала, ніби нічого не знає. Вона голосно молилася до Бога, щоб дозволив їй щодня поклонятися йому в домі. Хамба почув її голос та голосно засміявся. Тойбі сказала, що це Бог заговорив та вийшла на веранду. Тим часом Хамба послав свою сестру на ринок за фруктами. За відсутності Хамну Тойбі вручила йому подарунки. Обидва зв'язали себе клятвою перед богом Хуман Покпою. Вони випили воду, в яку вмочили золотий браслет та поклялися кохати один одного назавжди. Після цієї клятви Тойбі звернулася до Хамну як «сестра».

## Легендарний танець

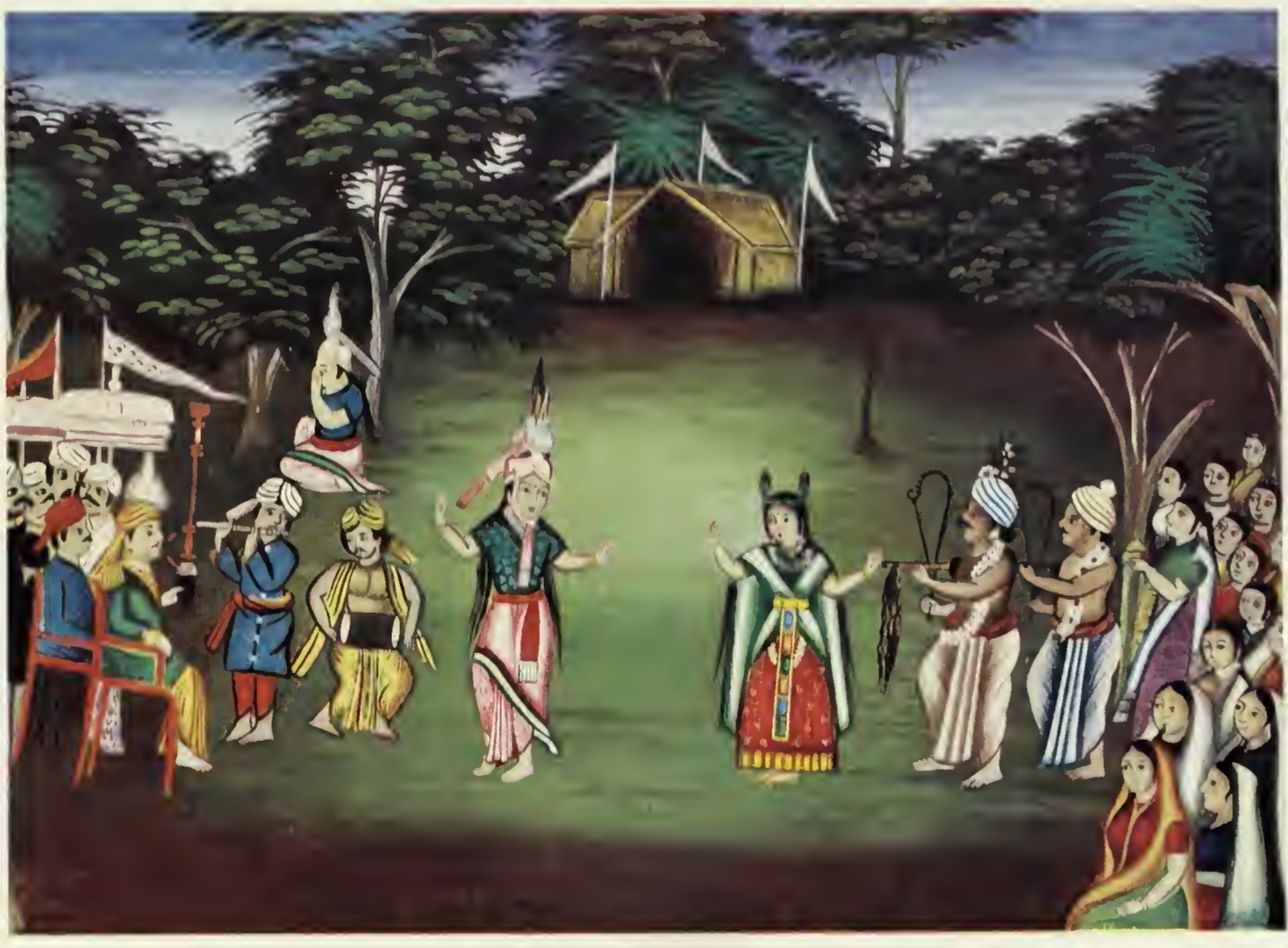
Кхуман Хамба і Мойранг Тхоїбі танцюють Хамба Тхойбі Джагой у храмі Ебудхоу Тхангджінг на фестивалі Лай Хараоба в Стародавньому Мойранзі

Король зробив Хамбу «Кхунтак Лейроі Ханджаба» (міністром квітникарства), щоб збирати квіти з пагорбів. Тхойбі приготувала смачну їжу для Хамби та зв'язала її в пучок листя, скріпивши його шовками семи видів. З милості Божої Тхангцзіна не було зламано жодної пелюстки жодної квітки, яку приніс Хамба. Коли Хамба повернувся, Тойбі вимила йому ноги і запропонувала фрукти. У день звичайних ритуалів Хамба вперше підніс свої квіти Богу Тханцзіну. Після цього Хамба подарував квіти королю, королеві, а потім вищим офіцерам Мойранга. Усі були задоволені цими квітами та дарували Хамбі подарунки. Хамба і Тхойбі танцювали перед святим святилищем Бога Танцзіна. Поєднання було чудовим. Люди, які спостерігали, радісно кричали під час танцю. Нарешті Хамба і Тхойбі стали на коліна перед Богом Танцзіном.

## Вигнання

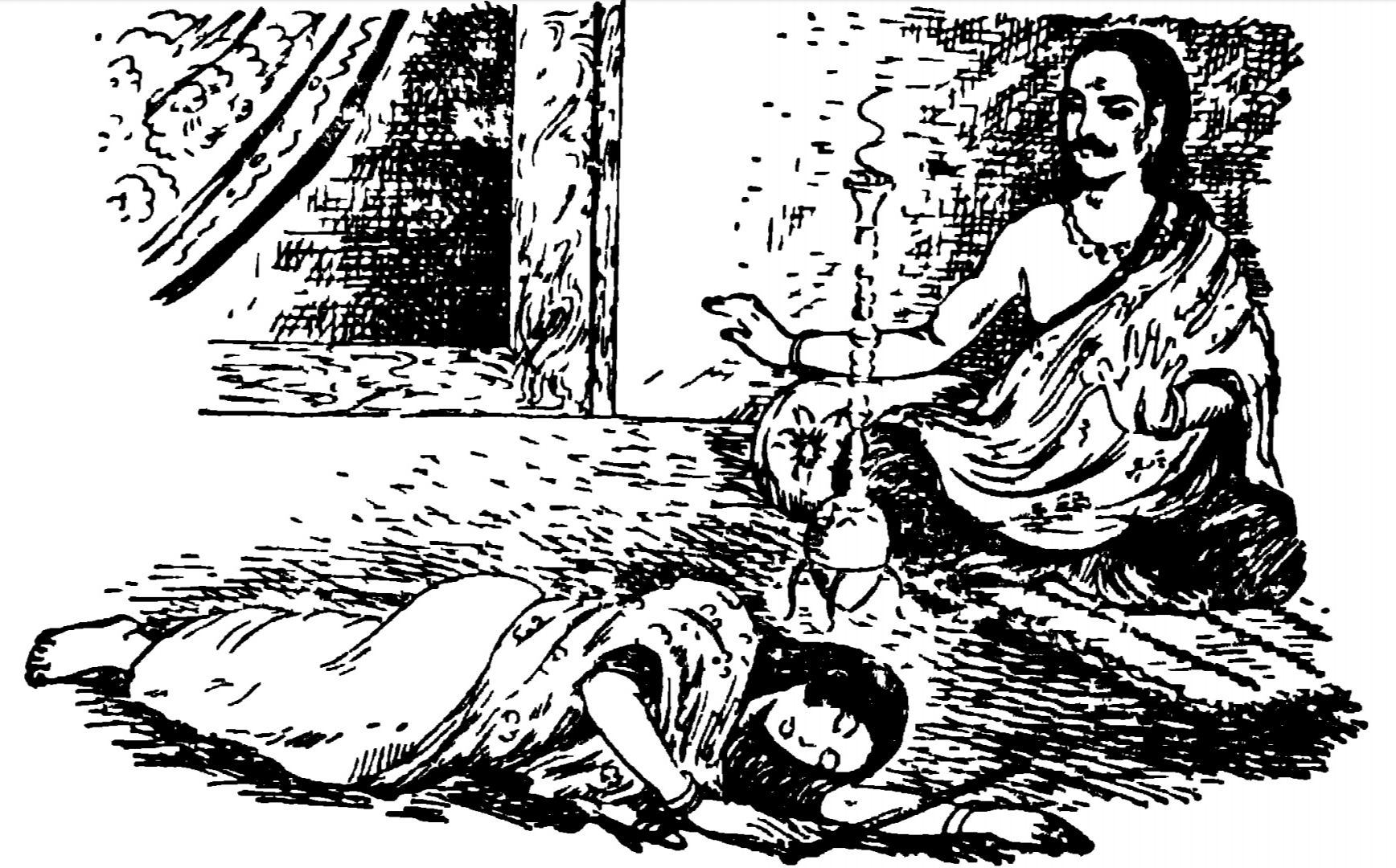
Тхойбі б'є батько за те, що вона не підкорялася йому

Батько Тхойбі попросив її вийти заміж за Нонгбана Коньямбу. Але вона не погодилася. Її батько розгнівався і сказав: «Краще мені бути бездітним, ніж батьком цієї неслухняної дівчини». Він попросив свого міністра Ханджабу продати Тойбі вождю Кабау за срібло і золото. Він вигнав її до вождівства Кабаун, бо не хотів її бачити. Тхойбі розповіла Хамбі про те, що сталося. Заради нього їй довелося відправитися у вигнання до Кабау. Вона сказала Хамбі не забувати її. У день заслання так сильно плакала, що звучала як грім. Королева та всі її служниці також плакали. Міністр Ханджаба відвіз її до Кабау. По дорозі вона зустріла Хамбу. Він плакав разом з нею, згадуючи щасливі дні. Обидва закохані відчували біль розлуки. Хамба дав Тхойбі посох, на який можна було спертися у дорозі. Але вона залишила його біля дороги, щоб він проріс квітами і став живим листяним деревом, якщо залишиться вірним Хамбі. Також вона позначила придорожній камінь. Нарешті вона дійшла до Кабау. Але вождю Тамуракпі Кабау стало шкода Тхойбі. Так вона стала товаришкою Чангнін Канбі, доньки вождя. Але злі жінки Кабау переконали Чангніна поводитися з Тхойбі як зі слугою. Вона багато працювала: ловила рибу і збирала дрова. Однак вона завжди мріяла, щоб з нею був поряд Хамба. Бог Танцзин змилосердився над нею. Вождь Тамуракпа почув про жорстоке поводження з Тхойбі його власною донькою. Тому він попросив усіх жінок виткати по одному полотну. Чангнінг назвав Тхойбі норовливою дитиною. Саме через те, що та не хотіла виходити заміж за Коньямбу. Чангнінг знав, що Коньямба був мускулистим, привабливим і сином відомих предків. Тому вона вважала Коньямбу хорошою людиною. Тамуракпа почув слова дочки. Він був злий на неї. Він збирався вдарити її, але Тойбі зупинив його. Дві дами ткали своє полотно. Чангнінг ревнував до Тхойбі. Вночі Чангнінг розірвав дірки в тканині Тхойбі пером їжатця. Пізніше Тхойбі знову все відновила та зробила полотно ще красивішим, ніж раніше. Томуракпі дуже сподобалася тканина Тхойбі. Він викинув тканину власної дочки. Одного разу, коли Тхойбі працювала на своїй машині для виготовлення тканини, вітер приніс до неї попіл. Вона знала, що це з Мойранга, тому заплакала, згадуючи коханого Хамбу та рідне місто. Бог Танцзин пом'якшив серце її батька. Він послав чоловіків повернути її. Однак по дорозі додому він попросив Коньямбу вийти заміж за Тхойбі. Однак Тхойбі молилася божеству-покровителю вождівства Кабау та подякувала вождю Тамуракпі за його доброту. По дорозі вона побачила камінь, на якому була написана обіцянка бути вірною Хамбі. Вона помолилася до нього і принесла ньому золото і срібло. Згодом Тхойбі побачила посох Хамби, який вона посадила. Він проріс квітами і став живим листяним деревом.

## Втеча з Коньямби

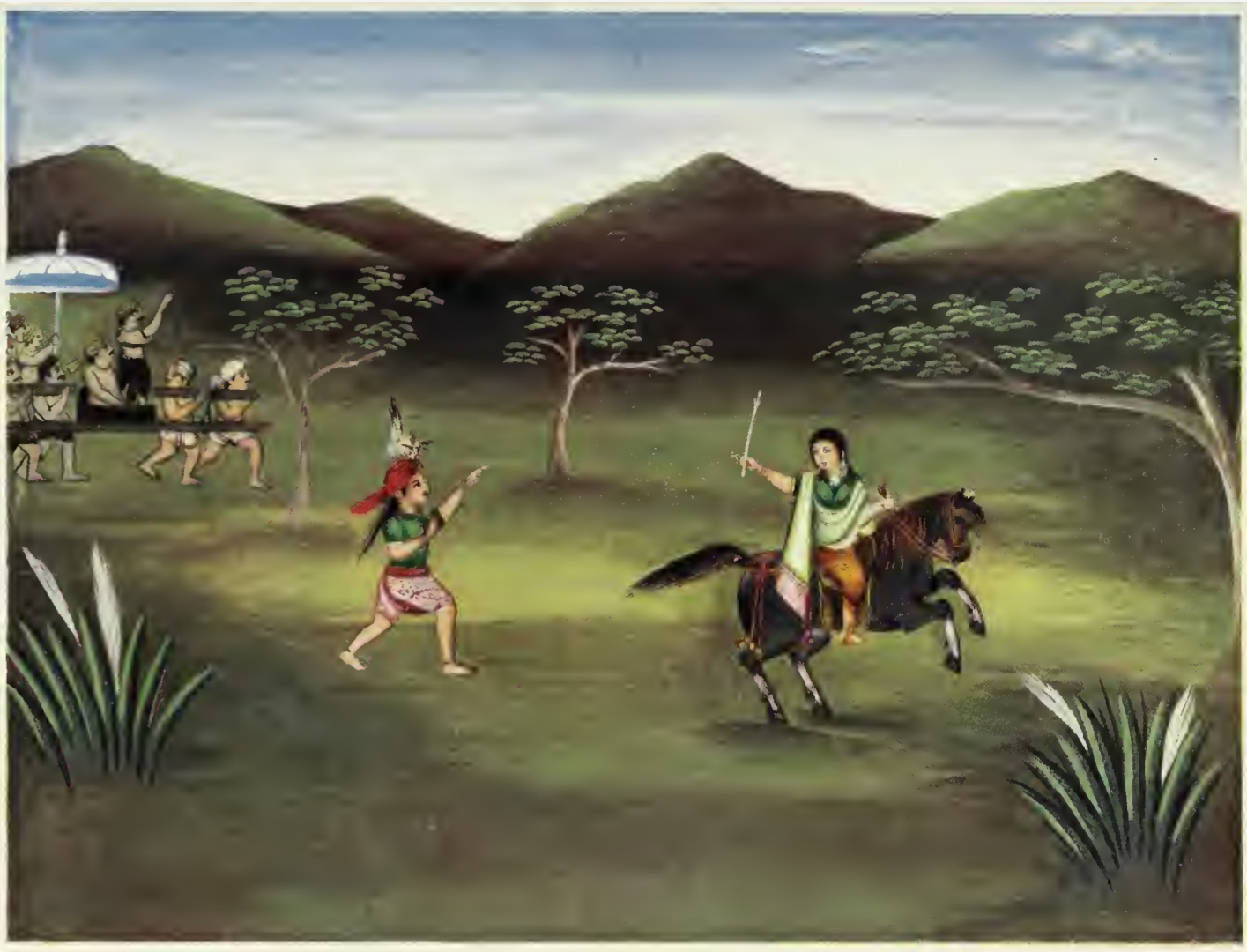
Тхойбі втекла від Ангома Нонгбана Коньямби, обдуривши його

Коли Тхойбі поверталася до рідного міста, зустрілася із залицяльником Ангомом Нонгбан Коньямбом. Він запитав своїх охоронців, чи приїде принцеса Тхойбі. Уважно роздивившись, вони закричали: «Ось, принцеса в гурті». Тхойбі почула цей крик та наказала своїм супутникам сидіти біля неї, якщо з'явиться Хамба, але подалі, якщо буде Коньямба. Це був Коньямба, а не Хамба. Проте вона пішла далі та вдавала, що вона доброзичлива до нього. Навіть присіла на червоній доріжці у будинку Коньямби, поставши палицю між Коньямбою та собою. Вона попросила в нього фруктів, щоб з'їсти. Коньямба приніс їй фрукти, але не їла їх. Вона вдавала, що захворіла через довгу подорож з Кабау. Далі вона попросила Коньямбу дозволити їй покататися на своєму коні. Той погодився. Тож Тхойбі сіла на коня Коньямби і відірвавшись від нього чимдуж помчала до будинку Хамби. Коханий зустрів її з довгого заслання у своєму будинку. Вони плакали після довгоочікуваної зустрічі. А Коньямба розлютився, що його обдурила дівчина. Він попросив міністрів короля діяти. Міністр Тонглен і міністр Нонгтолба послали людей, щоб захистити Хамбу і Тхойбі від їхніх ворогів. Справа була винесена на розгляд короля, який вирішив розв'язати проблему випробуванням списом. Під час розмови на зустріч з царем прийшов старий. Старий розповів йому, що лютий тигр становить велику загрозу для жителів села в місці під назвою Хойрентак. Король передумав. Він сказав, що використає тигра, щоб вирішити, що робити. Він сказав, що той, хто вб'є тигра, зможе одружитися з принцесою Тхойбі.

## Шлюб і смерть

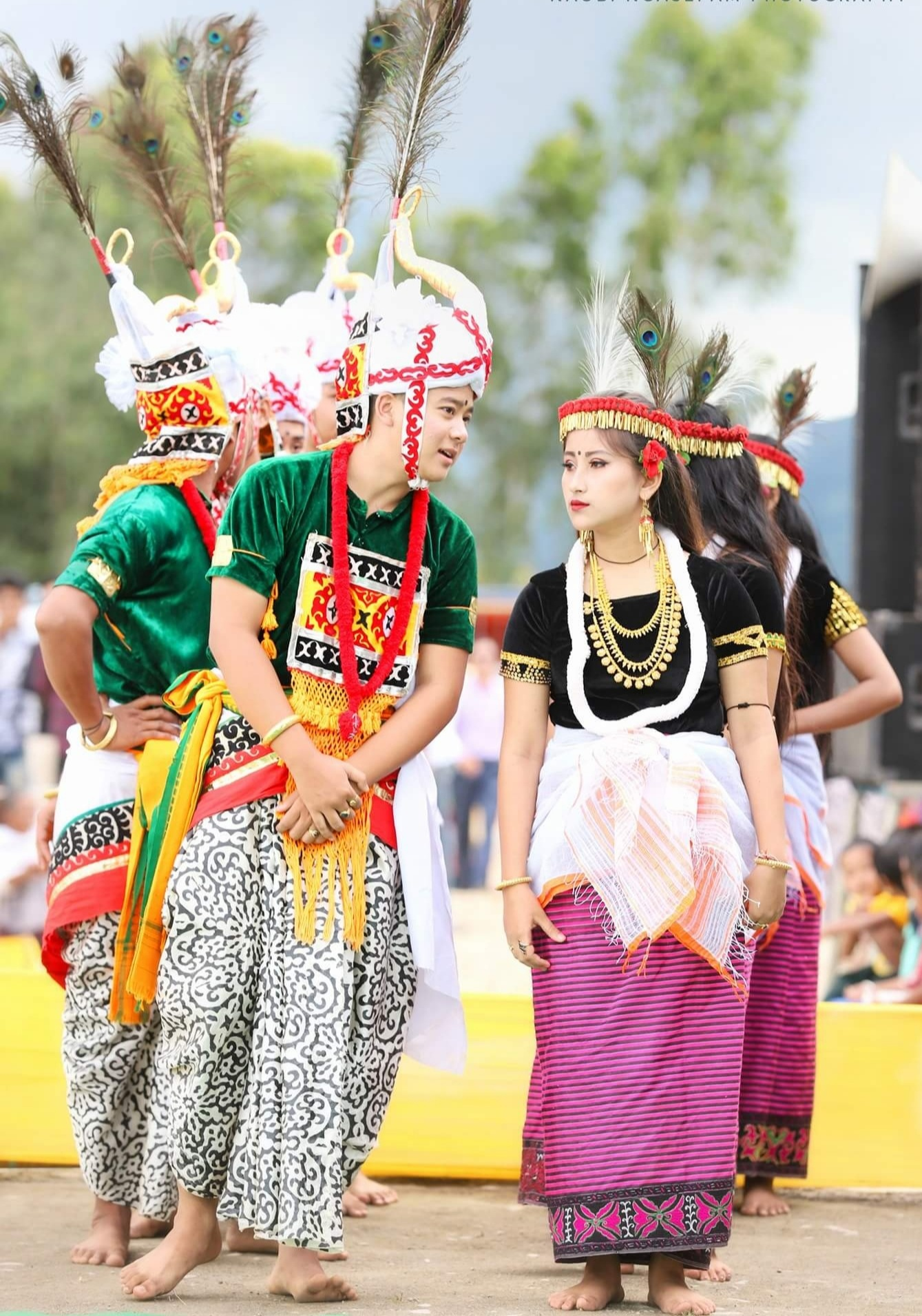
Танцюристи виконують Хамба Тхойбі Джагой в Маніпурі

Хамба вбив тигра-людожера. Таким чином, Хамба і Тхойбі одружилися, одержавши високий статус короля Мойранга. Одного разу Хамба задумався, чи вірна йому Тхойбі. Він хотів випробувати її цнотливість. Одного разу вночі він вдав, що їде далеко від дому. Потім він таємно повернувся додому. Переодягнувшись під чужого, він просунув палицю крізь стіну кімнати Тхойбі. Він дражнив її, а вона не знала про все це. Отож, подумала, що це зробив незнайомець, тому розлютилася. Вона проштовхнула спис крізь стіну, щоб вразити незнайомця. Хамба був важко поранений. Він закричав і Тхойбі пачула його голос. Вона відразу вийшла і занесла його всередину. Хамба помирав. Вона була надзвичайно шокована. Перед його смертю вона вбила себе за цей випадок тим же списом. Хамба і Тхойбі — це втілення бога і богині. Вони були послані Богом Танцзіном. На відміну від звичайних смертних, Бог Тханджін заперечив їхнє щастя довгого життя та дітей.

## У масовій культурі
- Відомий народний танець Хамба Тхойбі Джагой вперше був виконаний Хуманом Хамбою та його коханою дівчиною Тхойбі у приміщенні храму Ебудхоу Тханджін. Зараз це популярна форма народного танцю в Маніпурі.[20][21][22][23]
- Літературний твір «Мойранг Тхойбі», створений А. Дорендраджитом, був однією з перших трьох книг автора.[24]
- Мойранг Тхойбі — головний герой знаменитої епічної поеми Хамба Тхойбі.[25][26]